# 卡洛塔 (加利福尼亞州)
卡洛塔（英語：Carlotta）是位於美國加利福尼亞州洪堡縣的一個非建制地區。該地的面積和人口皆未知。

## 地理
卡洛塔的座標為40°32′14″N 124°03′38″W / 40.53722°N 124.06056°W，而該地的平均海拔高度為40米（即131英尺）。